# Europeiska arbetsmyndigheten
Europeiska arbetsmyndigheten (engelska: European Labour Authority, Ela) är en europeisk myndighet som fyller en viktig funktion för att underlätta samarbetet kring den fria rörligheten för arbetstagare inom Europeiska unionen. Myndigheten har till uppgift att underlätta den fria rörligheten av arbetstagare inom unionen samt samordna de sociala trygghetssystemen mellan medlemsstaterna. Den inrättades under 2019 genom en förordning som antagits av Europaparlamentet och Europeiska unionens råd.
Den 13 juni 2019 beslutades att arbetsmyndighetens säte ska vara Bratislava, Slovakien.